# Montbrió de la Marca
Montbrió de la Marca es una entidad de población española del municipio de Sarral, perteneciente a la provincia de Tarragona, en la comunidad autónoma de Cataluña.

## Toponimia
El nombre del lugar puede encontrarse mencionado con las grafías Mombrio de la Marca y Montbrió de la Marca.

## Historia
A mediados del siglo XIX, el lugar, por entonces con ayuntamiento propio, tenía contabilizada una población de 85 habitantes. Aparece descrito en el decimoprimer volumen del Diccionario geográfico-estadístico-histórico de España y sus posesiones de Ultramar de Pascual Madoz de la siguiente manera:

MOMBRIO DE LA MARCA: l. con ayunt. en la prov. y dióc. de Tarragona (6 leg.), part. jud. de Montblanch (2 1/2), aud. terr., c. g. de Barcelona (14). sit. sobre un cerro, con esposicion al Mediodia, de cuyo punto reinan con frecuencia los vientos en verano, y son bastante húmedos; el clima es sano, aunque frio, y las enfermedades comunes son fiebres inflamatorias é intermitentes. Tiene 30 casas, 1 ant. torre ruinosa, y 1 igl. parr. (San Lorenzo) servida por 1 cura de provision real y ordinaria. El térm. confina N. y O. Vallvert y Rocafort; E. Vallespinosa y S. Sarreal. El terreno participa de llano, y monte poblado de pinos, robles y encinas, le fertilizan dos arroyos que nacen en el térm. y desaguan en el r. Anguera y en el de Francolí; le cruzan varios caminos locales. El correo se recibe de Montblanch. prod.: trigo, legumbres, aceite, vino y nueces; cria ganado lanar y caza de perdices, conejos y liebres. ind.: 1 molino y 1 fáb. de aguardiente. pobl.: 23 vec., 85 almas. cap. prod.: 1.022,298. imp.: 30,668.
(Madoz, 1848, p. 478)

El municipio de Montbrió de la Marca desapareció en 1972, al ser incorporado al de Sarreal.

## Demografía
| Gráfica de evolución demográfica de Montbrió de la Marca entre 1842 y 1970 |
| |
| Población de derecho según los censos de población del INE Población de hecho según los censos de población del INEEn este censo se denominaba Montbrio de la Marea: 1842 Entre el censo de 1887 y el anterior, aparece este municipio porque cambia de nombre y desaparece el municipio 43509 (Vallvert de Queralt) Entre el censo de 1857 y el anterior, este municipio desaparece porque se integra en el municipio 43509 (Vallvert de Queralt) Entre el censo de 1981 y el anterior, este municipio desaparece porque se integra en el municipio 43142 (Sarreal) |

En 2023 la entidad singular de población de Montbrió de la Marca, perteneciente al municipio de Sarral, tenía empadronados 27 habitantes.